# Как попасть в рай
«Кот в раю» (англ. Heavenly Puss, дословно «Божественный кот») — сорок второй мультфильм из серии короткометражек «Том и Джерри» Уильяма Ханны и Джозефа Барберы. Дата выпуска: 9 июля 1949 года.

## Сюжет
Том, казалось бы, спокойно спит у горящего камина. Джерри тихо выбегает из своей норы и убегает. Но Том уже наготове…
Джерри поднимается на стол за печеньем и сразу же прячется за свечой. Но сразу появляется Том, вооружённый ножом. Когда мышонок протягивает руку к сластям, его руку едва не отрубает Том. Джерри бежит по лестнице на верхний этаж. Том отрывает с лестницы пришпиленную к ней ковровую дорожку, чтобы стянуть Джерри вниз. Том тянет ковёр к себе и вместе с ним пианино, стоящее на ковре. Пианино катится вниз. Джерри успевает избежать удара, а вот Том, прижатый пианино к стене, умирает.
Душа Тома попадает на золотой эскалатор, ведущий к воротам «Райского экспресса», отвозящего умерших котов в Рай. Белый кот в форменной фуражке — привратник Рая, изучает биографии душ покойных котов: Бутча, который подрался с бульдогом, Фрэнки, который получил утюгом по голове во время пения, Алоизия, который не заметил сзади асфальтового катка и котят Пушка, Снежка и Рыжика, которых утопили хозяева. Том пытается пройти мимо привратника, но тот его тормозит. Прочитав его биографию, он говорит, что за издевательства над мышонком проход ему закрыт. Но прибавляет, что у него есть час до отхода поезда, и если за это время мышонок подпишет свидетельство «I Forgive Everything» (с англ. — «Я всё прощаю»), то Тому разрешат пройти, если же нет, то кот попадёт в адскую бездну, где обитает Спайк-демон, который со страшным смехом требует привратника сразу отдать ему Тома, что приводит последнего в ужас.
Привратник предупреждает Тома, что время ограничено, и Том тут же возвращается на Землю. Кот вначале, пытается подкупить мышонка тортом. Он даже пытается подделать подпись, но привратник следит за ним. Том пытается подкупить Джерри сыром, но вместо того чтобы подписать договор, Джерри его рвёт. Том в ярости хватает Джерри, собираясь с ним расправиться, как вдруг появляется демон Спайк, злорадно поддерживающий решение кота. Том осознаёт свой риск встать на преступный путь, целует Джерри, склеивает договор и пробует разъяснить ему ситуацию, как вдруг слышит голос: «Все по местам, поезд отправляется!» Том молит Джерри о помощи, и тот с удивлением наконец-то подписывает договор. Том спешит на экспресс, но уже поздно: ведущая в рай лестница исчезает, и Том, провалившись в образованное на полу отверстие, попадает в ад, где страдает в лапах демона Спайка. Внезапно оказывается, что всё это — просто кошмарный сон, и Том просыпается. Он очень весел. Том подбегает к Джерри и обнимает его в знак дружбы. Недоумевающий Джерри пожимает плечами.

## Факты
- Имя мультипликатора Ирвена Спенса в начальных титрах неправильно написано как «Ирвин».
- Это вторая серия, в которой Том умирает, однако не по прямой вине Джерри (Возможно, он и не хотел, чтобы Том умирал). Кроме того всё действие происходит во сне Тома.
- Также это одна из серий, которая заканчивается перемирием.
- Выдержки эпизода появляются в серии Shutter Bugged Cat (1967).
- Пушок, Снежок и Рыжик появятся потом в серии «Тройные неприятности» (англ. Triple Trouble), где из милых котят они, наоборот, превратятся в злостных хулиганов.

## Отзывы
- Леонард Молтин писал об этой серии мультсериала следующее:

Обаятельность персонажей и блестящая актёрская игра особенно проявились в фильме «Небесная киска» (Heavenly Puss). С каждой минутой надежда на спасение уменьшается, здесь фантазия авторов реализуется с полной силой, доводя до предела комическое и драматическое напряжение.
— Леонард Молтин «О мышах и магии. История американского рисованного фильма»
- Мэтт Грейнинг, создатель комиксов «Жизнь в аду» и анимационных ситкомов «Симпсоны» и «Футурама», назвал эпизод самым страшным мультфильмом, который он когда-либо видел.